# Federico Ariel García
Federico Ariel García (Malagueño, Argentina, 4 de enero de 1979), futbolista argentino. Juega de volante.

## Clubes
| Club                          | País      | Año                                                       |
| ----------------------------- | --------- | --------------------------------------------------------- |
| Atlético Rafaela              | Argentina | 1997-2004                                                 |
| Club Libertad                 | Paraguay  | 2004                                                      |
| Atlético Rafaela              | Argentina | 2005-2006                                                 |
| Olimpo de Bahía Blanca        | Argentina | 2006-2007                                                 |
| Belgrano                      | Argentina | 2007-2008                                                 |
| Olympiakos Volos              | Grecia    | 2008-2009                                                 |
| Pas Giannina                  | Grecia    | 2009                                                      |
| Atlético Rafaela              | Argentina | 2009                                                      |
| Instituto de Córdoba          | Argentina | 2010                                                      |
| Los Andes                     | Argentina | 2010-2011                                                 |
| Unión de Mar del Plata        | Argentina | 2011 Acasusso[Buenos Aires 2012-2013 Las Palmas [Córdoba] |
| Club Atlético Almirante Brown | Argentina | 2017                                                      |